# 马西莫·布莱里
马西莫·布莱里（義大利語：Massimo Bulleri，1977年9月10日—），意大利男子篮球运动员。他曾代表意大利获得2004年夏季奥运会篮球比赛男子银牌。他也曾在2003年欧洲篮球锦标赛上获得季军。